# Bystrzec (obwód iwanofrankiwski)
Bystrzec (ukr. Бистрець) – wieś w rejonie wierchowińskim, w iwanofrankiwskim Ukrainy.